# Баргеловская, Барбара
Барбара Дуткевич-Баргеловская (пол. Barbara Dutkiewicz-Bargiełowska; 16 марта 1934 — 20 марта 2019) — польская актриса театра, кино и телевидения.

## Биография
Барбара Баргеловская родилась в Варшаве. Актёрское образование получила в Государственной высшей театральной школе в Варшаве (теперь Театральная академия им. А. Зельверовича), которую окончила в 1957 году. Дебютировала в театре в 1958 в Познани. Актриса театров в разных городах (Варшава, Гожув-Велькопольский, Ченстохова). Выступала в спектаклях «театра телевидения» с 1959 года.

## Избранная фильмография
- 1953 — Дело, которое надо уладить / Sprawa do załatwienia
- 1955 — Волшебный велосипед / Zaczarowany rower
- 1961 — Визит президента / Odwiedziny prezydenta
- 1962 — И ты останешься индейцем / I ty zostaniesz indianinem
- 1964 — Рукопись, найденная в Сарагосе / Rękopis znaleziony w Saragossie
- 1965 — Образ жизни / Sposób bycia
- 1966 — Возвращение на Землю / Powrót na ziemię
- 1967 — Зося / Zosia — Ванда
- 1969 — Человек с ордером на квартиру / Człowiek z M-3
- 1969 — Новый / Nowy
- 1970 — Легенда / Legenda
- 1971 — Агент № 1 / Agent nr 1
- 1972 — По другую сторону радуги / Z tamtej strony tęczy
- 1976 — Доложи, 07 / 07 zgłoś się (только в 1-й серии)
- 1978 — Особых примет нет / Znaków szczególnych brak — Роза Люксембург
- 1978 — Семья Поланецких / Rodzina Połanieckich (только в 1-й серии)